# Bart Vermeer

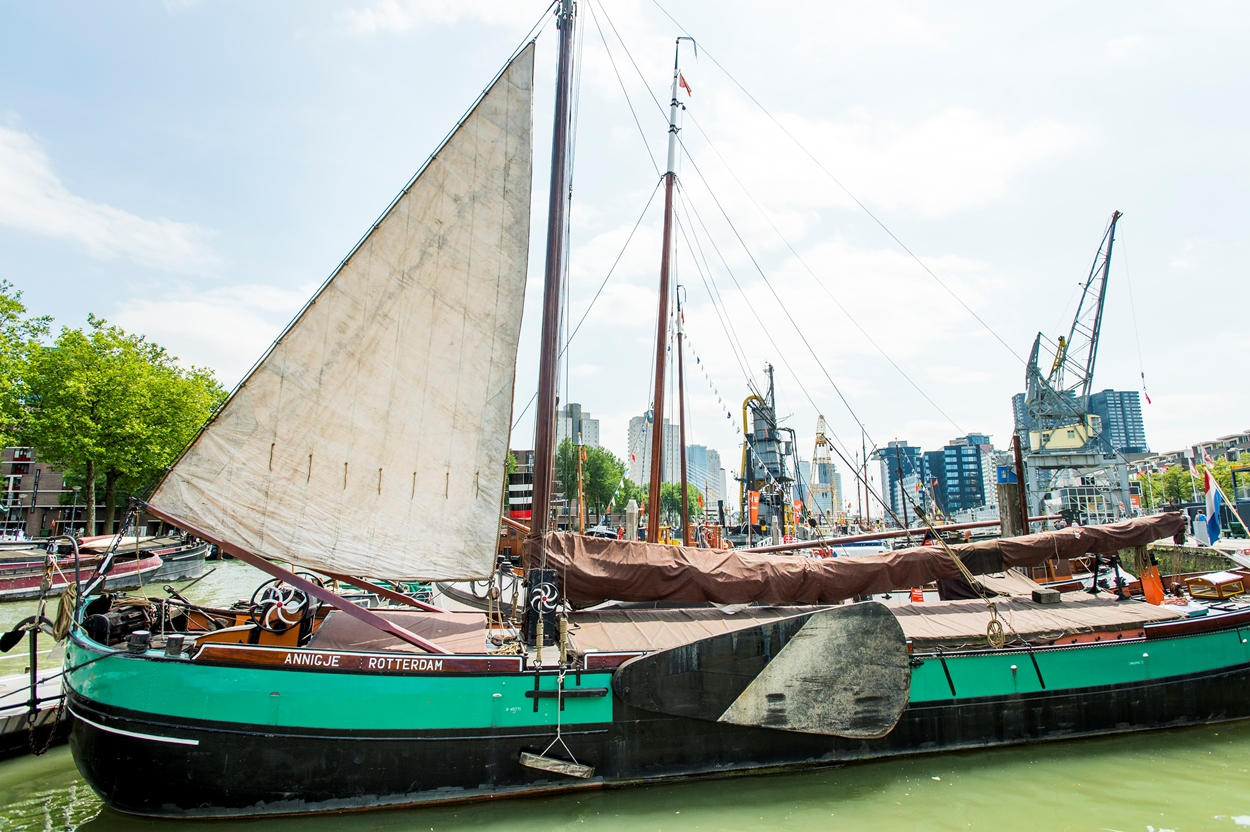
De ANNIGJE bij het Maritiem Museum

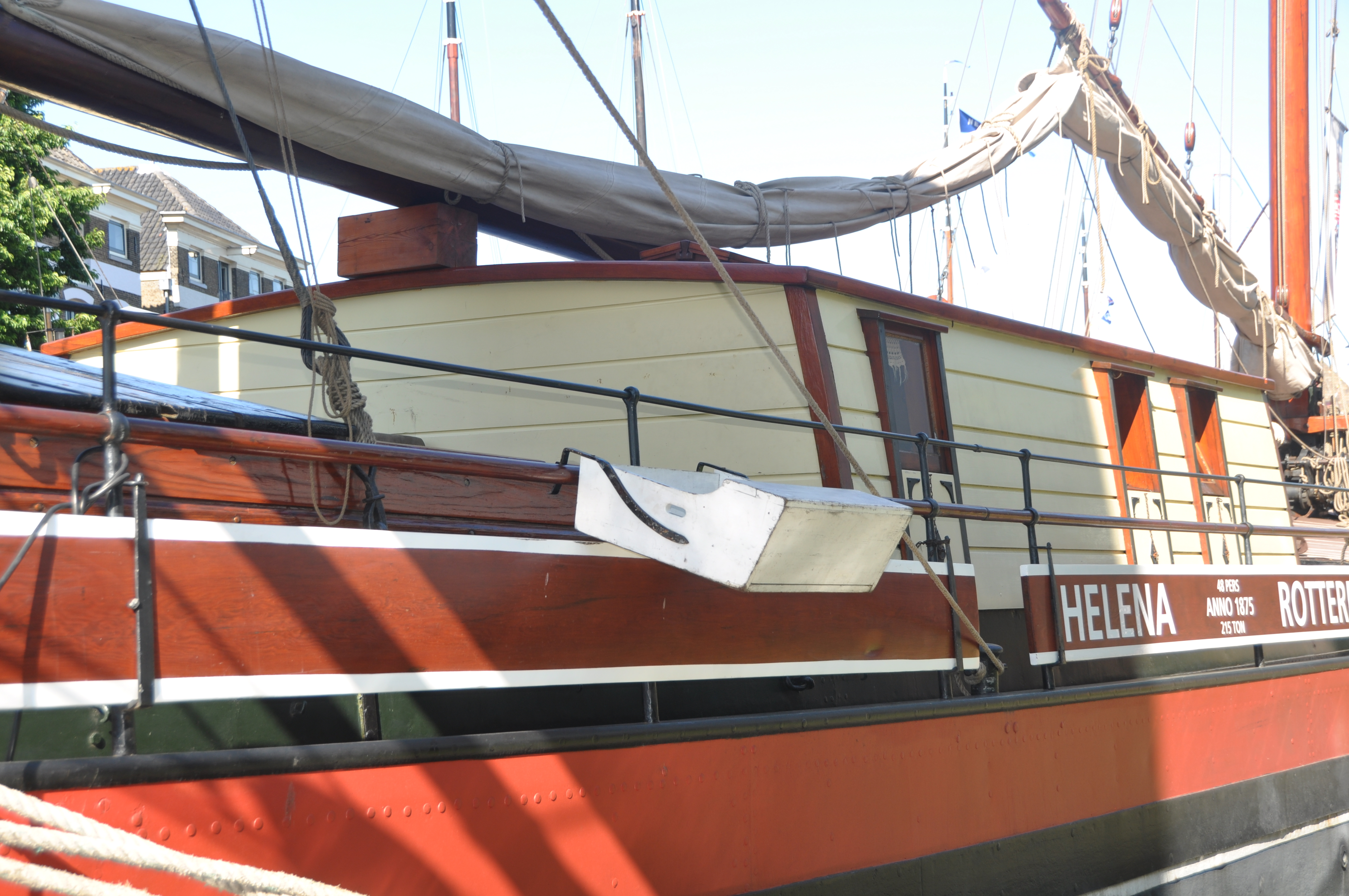
Detail van de HELENA

Bart Vermeer ('s-Gravenhage, 27 december 1952) is een Nederlands scheepsrestaurator.

## Levensloop
Vermeer werd geboren in Den Haag als zoon van een kunstenaar. Na zijn HTS-opleiding werkte hij aan oude schepen, het varend erfgoed. Hij werd samen met zijn vrouw Kee Klok landelijk bekend door het schrijven van artikelen en boeken over door hen uitgevoerde restauraties van varende monumenten, zoals onder andere de Nieuwe Zorg en de stevenaak Helena. Het is naar zijn idee mogelijk om kennis en vaardigheden over te dragen door jongeren inzicht bij te brengen in de restauratie van schepen, zodanig dat ze bruikbaar blijven zonder de historie te veel geweld aan te doen. Onder andere door historische reconstructies van schepen zoals het statenjacht Utrecht en de palingaak Korneliske Ykes II.
Aan boord van de Helena benoemde burgemeester Veerhoek van de gemeente Nederlek Bart Vermeer in 2006 tot Ridder in de Orde van Oranje Nassau wegens diens grote verdiensten voor de restauratie van bedrijfsvaartuigen in ijzer- en staalbouw. Daarbij memoreerde hij in zijn toespraak de jarenlange inzet van Vermeer binnen en buiten de Landelijke Vereniging tot Behoud van het Historisch Bedrijfsvaartuig (LVBHB) voor het behoud en zorgvuldige restauratie van deze schepen en het documenteren daarvan. Hij heeft daarmee nationaal en internationaal naam opgebouwd.
De periodes van restauraties en werkzaamheden betreffen globaal:
- 1976/1980 De Biesbosch aak Nieuwe Zorg met bouwjaar 1906, die werd opgeknapt voor bewoning en daarna onder zeil gebracht
- 1981/1985 De paviljoenschuit Zeldenrust met bouwjaar 1914, die geheel teruggebracht werd in de oorspronkelijke staat. Alleen was er nu ook een kuip onder de luiken voor het varen met gasten. Het schip had tot 1976 met zand en grind gevaren en was aangekocht door de Van Waningstichting om het niet verloren te laten gaan.
- 1985/1987 Vloot Maritiem Museum Rotterdam, met o.a. Hasselter aak Annigje met bouwjaar 1908. 100% restauratie[1]
- 1989/1996 Het Heckschiff Kathe met bouwjaar 1914
- 1990/1992 De Friese Maatkast Ideaal met bouwjaar 1926
- 1990/1992 De schoener Zaca a te Moana met bouwjaar 1991
- 1990/2003 De stevenaak Helena, 1876[2]
- 1994/2006 De klipperaak Vagabond met bouwjaar 1909
- 1994/1996 De Hagenaar Walravina met bouwjaar 1907
- 1999/2006 Steven klipper Hugo Grotius met bouwjaar 1883, waar overigens nog steeds aan gewerkt wordt
- 2002/2003 Het Statenjacht Utrecht met bouwjaar 2003, historische reconstructie
- 2003/2006 Zuid- Hollands tjalkje de Vrouwe Comelia met bouwjaar 1895
- 2006 tot op heden Zuid-Hollandse Paviljoentjalk Schiedam met bouwjaar 1887, samen met zoon Martijn, ook restaurator
- 2008/2009 De palingaak Korneliske Ykes II met bouwjaar 2009, historische reconstructie
- 2011/2016 voor de George Stephenson met bouwjaar 2013
- 2012/2016 Woonatelierschip De Zwerver met bouwjaar 1902, projectleiding
- Circa 50 tuigplannen en verbouwingstekeningen van diverse schepen

Daarnaast verleende hij samen met zijn vrouw medewerking aan een flink aantal uitgaven, zoals 'Scheepsrestauratie Annigje', 'Scheepstypologieën', 'Schepen die blijven', 'Schets boek Nooit Volmaeckt'.
Hij is lid van de werkgroep Historische Scheepsbouw, die voort komt uit de werkgroep Tuigerij en Documentatie van de LVBHB. De werkgroep is een van de oudste werkgroepen van de vereniging, die ook deelneemt aan de activiteiten van de groep Kennisdeling.
In 2018 is hij begonnen met de verdere restauratie van de Hugo Grotius in de Arnhemse ASM-haven. Hij is met het voormalige, uit 1883 stammende vrachtschip van Krimpen aan de Lek naar Arnhem gevaren, waar het een nieuwe thuishaven heeft. Een samenwerkingsverband van de stichtingen Touchstones, Stadsblokkenwerf en Tot behoud van de stevenklipper Hugo Grotius maakte het mogelijk om het schip om te bouwen tot theaterschip. Eind 2020 moet het schip klaar zijn voor zijn nieuwe functie.